# بنج صغير
البنج الصغير وحرفيا البنج البرغوثي أو سكران  (باللاتينية: Hyoscyamus pusillus) نوع نباتي سام مخدر ينتمي إلى جنس البنج من الفصيلة الباذنجانية.

## الموئل والانتشار
موطن هذا النوع بلاد الشام ومصر والمغرب العربي.

## مرادفات للاسم العلمي
- (باللاتينية: Hyoscyamus micranthus G. Don)
- (باللاتينية: Hyoscyamus pungens Griseb.)